# ذي الخصور (المخادر)

تعديل مصدري - تعديل

ذي الخصور هي إحدى قرى عزلة الشرف بمديرية المخادر التابعة لمحافظة إب، بلغ تعداد سكانها 184 نسمة حسب تعداد اليمن لعام 2004.